# ULA FC
Unión Local Andina Fútbol Club (daw. Universidad de Los Andes Fútbol Club; skrót. ULA) – wenezuelski klub piłkarski z siedzibą w Méridzie, stolicy stanu Mérida.

## Osiągnięcia
- Mistrz Wenezueli (2): 1983, 1991
- Mistrz drugiej ligi wenezuelskiej (3): 1986, 1995
- Puchar Wenezueli: 1996
- Udział w Copa Libertadores (3):  1984 (półfinał), 1992, 1999

## Historia
Klub założony został 29 lutego 1977 pod nazwą Universidad de Los Andes Mérida Fútbol Club. Przed sezonem 1998/99 klub przejął drużynę Atlético Zulia Fútbol Club pochodzącą z miasta Maracaibo - stolicy stanu Zulia.